# Astrolite (esplosivo)
L'Astrolite è il nome commerciale di un esplosivo, inventato dal chimico Gerald Hurst negli anni '60 durante il suo impiego con l'Atlas Powder Company. La famiglia degli astroliti consiste in due componenti, l'Astrolite G e l'Astrolite A. Entrambi sono dei liquidi ad alto potenziale esplosivo, composti da nitrato di ammonio ossidante e idrazina, impiegata come carburante per missili e piccoli aerei militari. Entrambi trovano ancora qualche uso commerciale e civile per fini distruttivi, anche se sono quasi completamente stati abbandonati a vantaggio delle sostanze con un analogo potere distruttivo ma più sicure ed economiche, soprattutto per quanto riguarda la natura corrosiva, tossica e cancerogena dell'idrazina, componente principale dell'astrolite.

## Astrolite G
L'Astrolite G, chiamato anche A-1-5, il più comune tra i due tipi di astroliti, è una miscela di nitrato di ammonio e idrazina in proporzione 2:1, misurata in peso. Si presenta come un liquido incolore ed inodore (o con leggero odore di pesce marcio) che detona solo quando vi è applicato un detonatore (pur essendo alquanto sensibile).
Ha una velocità di detonazione di 8.600 m/s e per questo è stato ampiamente referenziato come l'esplosivo non nucleare più potente al mondo. L'equivoco è largamente causato dall'esagerazione sulla sua pubblicizzazione, che ne cita l'alta velocità di detonazione in paragone con quella della nitroglicerina o superiore a quella del TNT, mentre trascura di citare la bassa densità.

## Astrolite A
Astrolite A, un secondo (e meno comune) tipo di Astrolite, è sintetizzato dall'addizione di polvere di alluminio molto fine all'Astrolite G. Benché esso abbia una velocità di detonazione inferiore all'Astrolite G (approssimativamente 7,600 m/s contro 8,600 m/s), l'aggiunta di alluminio accresce la densità dell'Astrolite, aumentando complessivamente l'efficacia generale che rende questo esplosivo di gran lunga migliore dell'Astrolite G.

## Produzione
La fabbricazione di un Astrolite è molto semplice e consiste solo nel miscelare una parte di idrazina anidra con due parti di nitrato di ammonio, misurati in peso.
La miscelazione dei due componenti va fatta delicatamente, perché produce un miscuglio molto sensibile agli urti.

## Caratteristica di persistenza
Una caratteristica degna di nota per la famiglia degli Astroliti è il grado di persistenza per un normale composto liquido esplosivo. A causa della sua volatilità, può essere disperso in un'area, essere assorbito dal suolo, e trattenere le sue capacità esplosive intatte per almeno 4 giorni. Questa caratteristica positiva ha contribuito a far pensare (erroneamente) nell'idea collettiva che l'Astrolite sia il composto non nucleare con maggior capacità esplosiva conosciuto finora.